# ورزشگاه ۹۷۴
ورزشگاه ۹۷۴ (عربی: إستاد ۹۷۴) یا رأس ابوعبود سابق، یک ورزشگاه فوتبال در رأس ابوعبود، قطر بود که در ۳۰ نوامبر ۲۰۲۱ افتتاح شد.
این ورزشگاه که با قرارگیری ۹۷۴ کانتینر حمل و نقل کامل شده بود میزبانی ۷ بازی در جام جهانی فوتبال ۲۰۲۲ را برعهده داشت و پس از آن برچیده شد.
ورزشگاه ۹۷۴ اولین سازه موقتی بود که برای برگزاری بازی‌ها، در جام جهانی فوتبال مورد استفاده قرار گرفت. گفتنی است عدد ۹۷۴ پیش‌شماره تلفن کشور قطر نیز می‌باشد که از نکات قابل توجه در ساخت این ورزشگاه است

## موقعیت
ورزشگاه ۹۷۴ در شهر رأس ابوعبود، ۱۰ کیلومتری شرق مرکز دوحه واقع شده‌است.

## طراحی و ساخت
این کانسپت ورزشگاه توسط معماران فنویک ایریبار طراحی شده‌است.
ظرفیت ورزشگاه در حدود ۴۰۰۰۰ صندلی است؛ وسعت آن در زمینی به مساحت ۴۵۰۰۰۰ متر مربع در کنار آب و بر روی یک دماغه مصنوعی است. این ورزشگاه طراحی مدولار دارد و ۹۷۴ کانتینر حمل بازیافتی را در ادای احترام به تاریخ صنعتی سایت و کد شماره‌گیری بین‌المللی قطر (۹۷۴+) در خود جای داده، به عقیده مقامات قطر کل پروژه ادای احترام به بندر مجاور و سنت‌های دریایی دوحه است.
برخی از کانتینرها دارای امکانات مورد استفاده یک ورزشگاه هستند. کانتینرها و صندلی‌های قابل حمل و نقل بوده و پس از برگزاری جام جهانی فوتبال ۲۰۲۲ برچیده شده و به عنوان کمک به سایر کشورهای توسعه نیافته جهان ارائه می‌شود.

### ساخت
روند خرید برای تبدیل به ورزشگاه در سال ۲۰۱۷ آغاز شد.
ورزشگاه ۹۷۴ بر روی پلانی مستطیل شکل با لبه‌های کاملاً گرد ساخته شده‌است. از بیرون، محل برگزاری این تصور را ایجاد می‌کند که از آجرهای غول‌پیکر لگو در رنگ‌های مختلف ساخته شده‌است. چنین سازه‌ای به واسطه عناصر و ظروف فولادی مدولار که به عنوان امکانات پشتیبان ورزشگاه عمل می‌کنند به دست آمد.
این ورزشگاه به دلیل موقت بودن فاقد سیستم خنک‌کننده هوشمند می‌باشد اما نحوه طراحی آن به واسطه قرار گرفتن ورزشگاه در کنار خلیج فارس، مشکل تهویه مطبوع را برطرف خواهد کرد.
این ورزشگاه پس از اتمام ساخت از سوی سیستم ارزیابی پایداری جهانی (GSAS) رتبه چهار ستاره را دریافت کرد.

## افتتاح
این ورزشگاه در ابتدا با نام ورزشگاه راس ابو عبود اعلام شد . در طی یک رویداد راه‌اندازی در ۲۰ نوامبر ۲۰۲۱، محل برگزاری رسماً به ورزشگاه ۹۷۴ تغییر نام داد.
اولین بازی انجام شده در این ورزشگاه در تاریخ ۳۰ نوامبر ۲۰۲۱ در روز افتتاحیه جام عرب ۲۰۲۱ بین امارات متحده عربی و سوریه برگزار شد. این ورزشگاه در طول مسابقات میزبان شش مسابقه بود.

## پس از جام جهانی
ورزشگاه ۹۷۴ پس از اتمام جام جهانی فوتبال ۲۰۲۲ و برچیدن، قرار است برای انتقال و بازسازی در مالدونادوی اروگوئه برای میزبانی مسابقات جام جهانی فوتبال ۲۰۳۰ در صورت موفقیت‌آمیز بودن پیشنهاد این کشور مورد استفاده قرار بگیرد.
پس از اتمام بازی‌ها محل برگزاری بازسازی خواهد شد و اجزای آن مانند سقف و صندلی‌ها در سایر پروژه‌های ساختمانی ورزشی در خارج از قطر مورد استفاده قرار خواهند گرفت، به گفته مسئولان قطری پس از برچیدن، محل پاکسازی و به مناطق سبز تبدیل می‌شود.

## سیستم حمل و نقل
مترو راس ابو عبود نزدیک‌ترین ایستگاه به استادیوم است، این آخرین ایستگاه خط طلایی است که از مرکز دوحه می‌گذرد اما به خطوط قرمز و سبز نیز متصل می‌شود.

## نتایج مسابقات اخیر

### جام فوتبال ۲۰۲۱ عرب
| تاریخ          | زمان       | تیم شماره١        | نتیجه | تیم شماره٢        | گروه            | حضور   |
| -------------- | ---------- | ----------------- | ----- | ----------------- | --------------- | ------ |
| ۳۰ نوامبر ۲۰۲۱ | ساعت ۲۲:۰۰ | امارات متحدهٔ عربی | ۲–۱   | سوریه             | گروه B          | ۴٬۱۲۹  |
| ۳ دسامبر ۲۰۲۱  | ساعت ۱۹:۰۰ | موریتانی          | ۰–۱   | امارات متحدهٔ عربی | گروه B          | ۳٬۳۱۶  |
| ۴ دسامبر ۲۰۲۱  | ساعت ۱۹:۰۰ | سودان             | ۰–۵   | مصر               | گروه D          | ۱۴٬۴۶۴ |
| ۷ دسامبر ۲۰۲۱  | ساعت ۱۸:۰۰ | اردن              | ۵–۱   | فلسطین            | گروه C          | ۹۷۵۰   |
| ۱۵ دسامبر ۲۰۲۱ | ساعت ۱۸:۰۰ | تونس              | ۱–۰   | مصر               | نیمه نهایی      | ۳۶٬۴۲۷ |
| ۱۸ دسامبر ۲۰۲۱ | ساعت ۱۳:۰۰ | مصر               | ۴–۵   | قطر               | پلی آف مقام سوم | ۳۰٬۹۷۸ |

### جام جهانی فوتبال ۲۰۲۲
ورزشگاه ۹۷۴ میزبان هفت بازی در جام جهانی فوتبال ۲۰۲۲ بود.
| تاریخ          | زمان       | تیم شماره١ | نتیجه | تیم شماره٢ | گروه   | حضور   |
| -------------- | ---------- | ---------- | ----- | ---------- | ------ | ------ |
| ۲۲ نوامبر ۲۰۲۲ | ساعت ۱۹:۰۰ | مکزیک      | ۰ – ۰ | لهستان     | گروه C | ۳۹٬۳۶۹ |
| ۲۴ نوامبر ۲۰۲۲ | ساعت ۱۹:۰۰ | پرتغال     | ۳–۲   | غنا        | گروه H | ۴۲٬۶۶۱ |
| ۲۶ نوامبر ۲۰۲۲ | ساعت ۱۹:۰۰ | فرانسه     | ۲–۱   | دانمارک    | گروه D | ۴۲٬۸۶۹ |
| ۲۸ نوامبر ۲۰۲۲ | ساعت ۱۹:۰۰ | برزیل      | ۱ – ۰ | سوئیس      | گروه G | ۴۳٬۶۴۹ |
| ۳۰ نوامبر ۲۰۲۲ | ساعت ۲۲:۰۰ | لهستان     | ۰–۲   | آرژانتین   | گروه C | ۴۴٬۰۸۹ |
| ۲ دسامبر ۲۰۲۲  | ساعت ۲۲:۰۰ | صربستان    | ۲–۳   | سوئیس      | گروه G | ۴۱٬۳۷۸ |
| ۵ دسامبر ۲۰۲۲  | ساعت ۲۲:۰۰ | برزیل      | ۴–۱   | کرهٔ جنوبی  | دور ۱۶ |        |